# Jérôme Franel

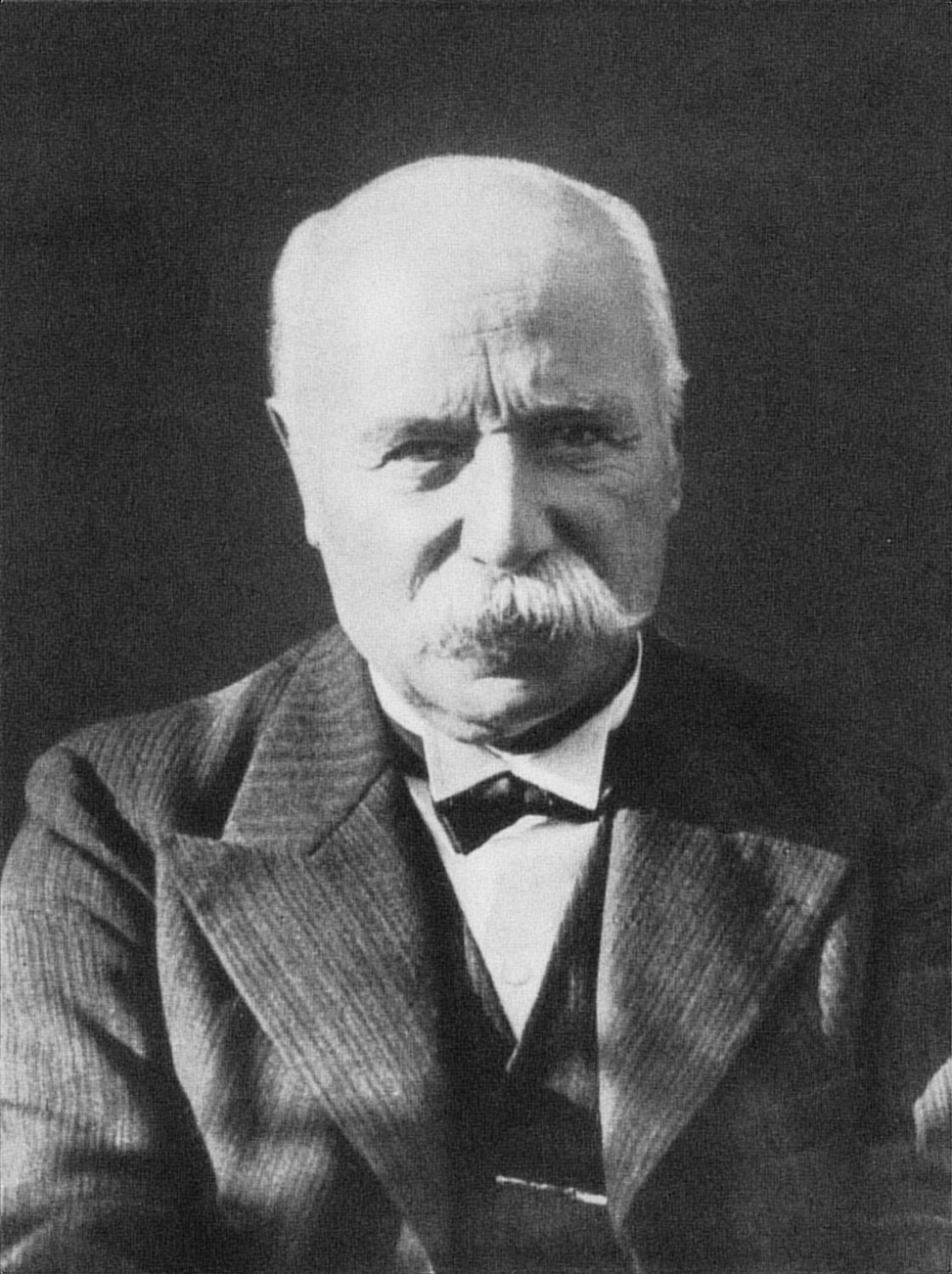
Jérôme Franel

Jérôme Franel (* 29. November 1859 in Travers NE (Bürger von Provence VD); † 21. November 1939 in Zürich) war ein Schweizer Mathematiker.

## Leben und Wirken
Jérôme Franel wuchs in Travers auf und hatte zwölf Geschwister. Er studierte Mathematik und Physik an der Ecole Industrielle in Lausanne und an der ETH Zürich, in Berlin (bei Karl Weierstraß, Ernst Eduard Kummer, Leopold Kronecker) und in Paris (bei Charles Hermite). 1883 erhielt er in Paris das Lizenziat in Mathematik. Danach lehrte er zwei Jahre an der École Industrielle in Lausanne, bevor er 1886 an der ETH Zürich auf dem französischen Mathematiklehrstuhl zu unterrichten begann.
1897 war er einer der Organisatoren des Internationalen Mathematikerkongresses in Zürich. Er las dabei auch den Vortrag des durch Krankheit verhinderten Henri Poincaré. 1905 bis 1909 war er Präsident der ETH Zürich und sorgte für eine Reorganisation, die sie unabhängig von der Universität Zürich machte. Insbesondere erhielt sie auf seine Initiative hin 1908 das Promotionsrecht (das vorher der Universität Zürich vorbehalten war). Franel unterrichtete bis 1929 an der ETH.
1905 wurde er Ehrendoktor der Universität Zürich und Ehrenbürger von Zürich.
Er galt nach George Pólya als guter Lehrer an der ETH und war beliebt. Allerdings interessierte er sich nach Pólya vor allem für französische Literatur und kaum für mathematische Forschung. Er hielt jahrzehntelang die Einführungsvorlesungen in Analysis in Französisch an der ETH. Erst als er sich dem Ruhestand näherte, begann er sich intensiv mit der Fermatvermutung und der Riemannvermutung zu befassen. Heute bekannt ist er vor allem mit dem Beweis der Äquivalenz der Riemannvermutung mit einem Satz über Farey-Reihen. Das regte (auch im Jahr 1924) Edmund Landau zu einer Reihe von Arbeiten an und war auch später Gegenstand der Forschung. (die von Landau 1924 gefundene Äquivalenz zu einem elementaren Satz über Fareyreihen entdeckte Charles Pisot 1960 wieder). George Pólya berichtet, Franel hätte ihm und dem mit Franel befreundeten Mathematiker Louis Kollros über seine Beweisstrategie für die Riemannvermutung vorgetragen. Als Pólya eine Stelle näher erläutert haben wollte, meinte er nach minutelangem Schweigen: Ja, da ist der Fehler.